# 羅州市

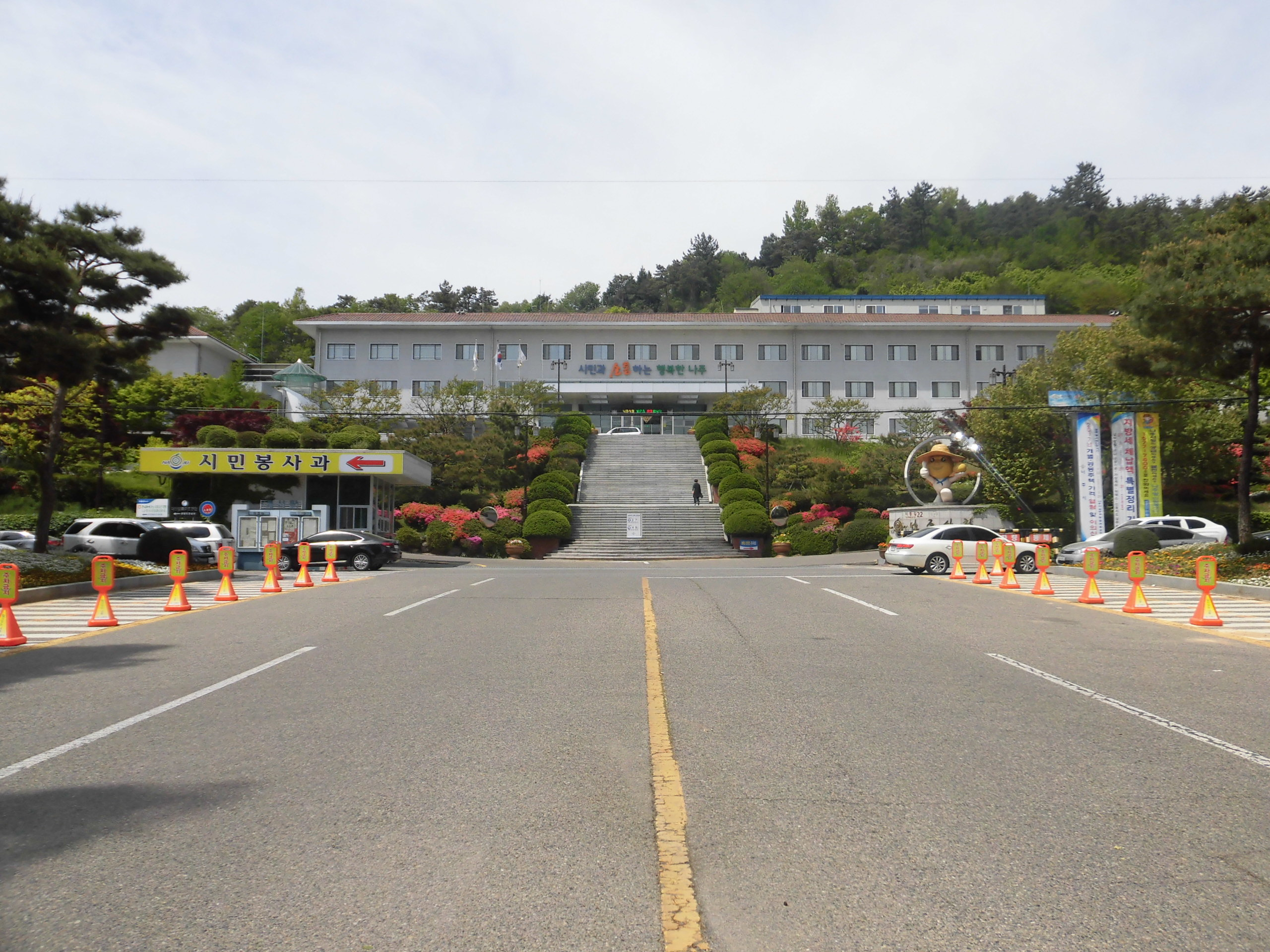
羅州市庁

羅州市（ナジュし/らしゅうし）は、大韓民国全羅南道の市。
韓国有数の梨の産地として知られ、市のシンボルマークのモチーフともなっている。日本統治時代、羅州に多く暮らしていた内地人が朝鮮人に梨の栽培方法を教えたことに起因する。敗戦後、梨園は韓国人に引き継がれ、現在に至っている。
現在は韓国電力公社の本社所在地でもある。

## 地理
全羅南道の西南部、栄山江流域の羅州平野に位置する。総面積 608平方㎢。北は光州広域市、東は和順郡、南は霊岩郡、西は務安郡、咸平郡と接する。行政区域は1邑 12面 6洞よりなる。

## 人口
2017年末の人口は約11万人。1968年は247,071人であったが、農村人口の流出によって2000年代に至るまで減少が続き、2004年には10万人を割った。しかし近年は「光州・全南共同革新都市」の建設とそれに伴う韓国電力公社などの転入による効果で、再び11万人台を回復した。

## 歴史
百済の発羅郡の地で、678年に統一新羅の全国九州設置時に発羅州となり、757年錦山郡と変わった。新羅末期の後三国時代には後百済の領域に入った。高麗時代に羅州の名前が使われるようになり、983年羅州牧に昇格し、1018年に設置された全国八牧制度でも羅州牧が続いた。
南平は、百済の未冬夫里を、新羅が玄雄に改名し、高麗で南平になった。市内にはほかにも、新羅時代に潘南・会津・鉄冶の地名がおかれた。
羅州は古代から全羅道南部地域の中心で、全羅は全州と羅州を意味するが、観察使が駐在するようになったのは、1895年に二十三府制の施行により羅州府が置かれてからである（同時に牧を郡に変更）。しかし翌1896年には十三道制となることで全羅南道の道庁所在地は光州に置かれ、羅州はその管轄に入った。1914年、羅州郡と南平郡が合併して新・羅州郡が成立し、1931年に羅州面が邑に昇格した。
- 1895年6月23日（旧暦閏5月1日） - 羅州郡となり、本郡含む全南地域の全域を管轄する羅州府所属となる。[3]
- 1896年8月4日 - 全羅南道羅州郡に改編されて、この時38面32島のうち32島が新設の智島郡に移管され、元正・金磨・非音・終南の4面は霊岩郡に、赤良・章本・閭項面が咸平郡に、烏山面が光州郡に、大化面が長城郡に、三郷面が務安郡にそれぞれ移管され28面に改変。[4]

### 羅州市・錦城市
- 1981年7月1日 - 羅州邑・栄山浦邑一帯に錦城市を設置。（11行政洞）
  - 松月洞・栄江洞・錦南洞・郷校洞・南山洞・城北洞・松峴洞・栄山洞・富徳洞・二倉洞・伽倻洞[5]
- 1986年1月1日 - 錦城市が羅州市に改称。[6]
- 1995年
  - 1月1日 - 羅州市・羅州郡が合併し、羅州市が発足。（13面11行政洞）
  - 3月1日 - 南平面が南平邑に昇格。[7]（1邑12面11行政洞）
- 1996年
  - 2月10日 - 三都洞の一部が金川面に編入。
  - 6月24日 - 潘南面下村里が星渓里に、多侍面新楓里が会津里にそれぞれ改称。[8]
- 1998年10月1日 - 郷校洞・南山洞が錦南面に 、松峴洞が城北洞に、富徳洞が栄山洞に、伽倻洞が二倉洞にそれぞれ編入。[9]（1邑12面6行政洞）
- 1999年9月28日（1邑12面）
  - 山浦面の一部が南平邑に編入。
  - 旺谷面の一部が細枝面に編入。
- 2004年4月1日 - KTX開業、羅州駅に1日4往復停車。
- 2014年2月24日
  - 「光州・全南共同革新都市」の建設を受け、金川面・山浦面の各一部をもってピッカラム洞を設置し、韓国電力公社などが移転した。[10]（1邑12面7行政洞）

### 羅州郡
- 1914年4月1日 - 郡面併合により、羅州郡および南平郡の大部分（猪浦面・茶所面の各一部を除く）・咸平郡獐本面・赤良面・艅幌面を羅州郡として編成。[11]（19面）
  - 羅州面・細枝面・旺谷面・潘南面・公山面・洞江面・多侍面・文平面・老安面・良知面・羅新面・南平面・金川面・山浦面・茶道面・鳳凰面・三道面・平洞面・本良面
  - 羅州面に日本式地名を付与。

| 朝鮮総督府令第111号                      |            |
| 旧行政区画                               | 新行政区画 |
| 羅州郡東部面の一部、西部面の一部         | 羅州面     |
| 羅州郡東部面の一部、西部面の一部、新村面 | 羅新面     |
| 羅州郡知良面、上谷面                     | 良知面     |
| 羅州郡公水面、吾山面                     | 公山面     |
| 羅州郡豆洞面、曲江面                     | 洞江面     |
| 羅州郡枝竹面、細花面                     | 細枝面     |
| 羅州郡馬山面、郁谷面、田旺面             | 旺谷面     |
| 羅州郡竹浦面、水多面、侍郎面             | 多侍面     |
| 羅州郡伏岩面、伊老面、金安面             | 老安面     |
| 羅州郡芽界面、用文面、居平面             | 文平面     |
| 羅州郡三加面、道林面                     | 三道面     |
| 羅州郡坪里面、官洞面                     | 平洞面     |
| 咸平郡章本面、赤良面、閭項面             | 本良面     |
| 南平郡郡内面、東村面、猪浦面             | 南平面     |
| 南平郡金馬山面、魚川面                   | 金川面     |
| 南平郡徳谷面、竹谷面、郁谷面             | 鳳凰面     |
| 南平郡頭山面、等浦面                     | 山浦面     |
| 南平郡茶所面、道川面                     | 茶道面     |
- 1917年10月1日 - 良知面が栄山面に改称。
- 1929年4月1日 - 羅新面を廃止し、羅州面・栄山面に分割編入。[12]（18面）
  - 羅新面石峴洞・松村里・景賢里・大湖里・宝山里・青洞里・土界里・松月里・三都里が羅州面に編入。
  - 羅新面三栄里・安倉里が栄山面に編入。
- 1931年11月1日 - 羅州面が羅州邑に昇格。[13]（1邑17面）
- 1937年7月1日 - 栄山面が栄山浦邑に昇格。[14]（2邑16面）
- 1949年8月14日 - 三道面・平洞面・本良面が光山郡に移管。[15]（2邑13面）
- 1981年7月1日 - 錦城市・羅州郡を分離。[5]（13面）
- 1983年2月15日 - 文平面清井里・雲峰里・新光里および玉堂里の一部が多侍面に編入。[16]（13面）
- 1995年1月1日 - 羅州郡が羅州市と合併し、羅州市が発足。羅州郡消滅。

## 行政

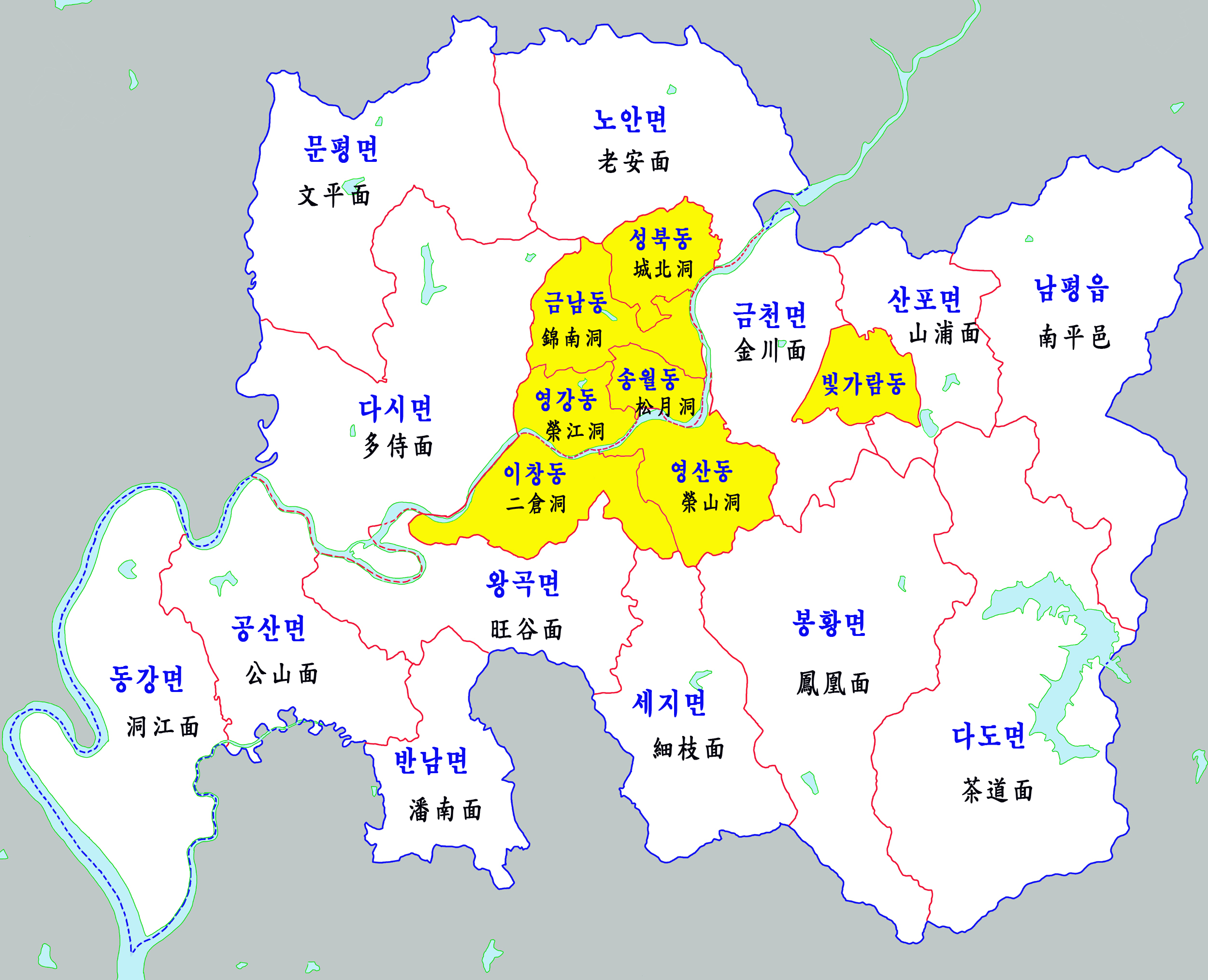
行政区域図

### 行政区域
| 行政洞・邑・面 | 法定洞・法定里 |
| -------------- | --- |
| 松月洞         | 土界洞、松月洞 |
| 栄江洞         | 三栄洞、安倉洞 |
| 錦南洞         | 校洞、西内洞、山亭洞、景賢洞、宝山洞、錦渓洞、錦城洞、南内洞、南外洞、竹林洞、三都洞、松月洞                                                   |
| 城北洞         | 果院洞、城北洞、中央洞、大湖洞、松村洞、石峴洞、青洞                                                                                           |
| 栄山洞         | 龍山洞、栄山洞、官丁洞、平山洞、富徳洞 |
| 二倉洞         | 二倉洞、大基洞、雲谷洞、東水洞、五良洞、津浦洞                                                                                                 |
| ピッカラム洞   | ピッカラム洞 |
| 南平邑         | 光利里、光村里、校院里、橋村里、藍石里、南平里、芦洞里、大橋里、東舎里、上谷里、書山里、水院里、五渓里、雨山里、平山里、楓林里                 |
| 細枝面         | 橋山里、内亭里、大山里、東谷里、碧山里、城山里、松堤里、五峰里、竹洞里                                                                         |
| 旺谷面         | 徳山里、本良里、松竹里、新佳里、新院里、新浦里、良山里、玉谷里、月川里、長山里、杏田里、化丁里                                                 |
| 潘南面         | 大安里、徳山里、石川里、聖渓里、新村里、青松里、興徳里                                                                                         |
| 公山面         | 佳松里、今谷里、南昌里、東村里、白沙里、福龍里、上方里、新谷里、中布里、花城里                                                                 |
| 洞江面         | 仁洞里、月良里、辰泉里、大田里、長洞里、玉亭里、曲川里、大池里、月松里、良池里、雲山里                                                         |
| 多侍面         | 佳雲里、佳興里、東谷里、東堂里、文洞里、伏岩里、松村里、新光里、新石里、永洞里、雲峰里、月台里、竹山里、清井里、会津里                         |
| 文平面         | 桂老里、国洞里、大道里、東院里、北洞里、山湖里、松山里、安谷里、五龍里、玉堂里、学橋里、鶴洞里                                                 |
| 老安面         | 桂林里、九亭里、錦洞里、金安里、道山里、安山里、良川里、永平里、五亭里、龍山里、柳谷里、長洞里、鶴山里                                         |
| 金川面         | 古洞里、石田里、新川里、新加里、広岩里、洞岳里、烏江里、月山里、竹村里、院谷里、村谷里                                                         |
| 山浦面         | 内基里、徳礼里、等樹里、嶝亭里、梅城里、山斉里、松林里、新道里、花池里                                                                         |
| 茶道面         | 弓院里、徳洞里、徳林里、都洞里、馬山里、芳山里、松鶴里、新洞里、岩亭里、板村里、楓山里                                                         |
| 鳳凰面         | 閣洞里、徳谷里、徳林里、万峰里、松峴里、新洞里、烏林里、玉山里、臥牛里、龍谷里、龍田里、郁谷里、雲谷里、柳谷里、長盛里、竹石里、鉄川里、黄龍里 |

### 警察
- 羅州警察署

### 消防
- 羅州消防署

## 交通

### 鉄道
- 韓国鉄道公社
  - 湖南線：老安駅 - 羅州駅 - 多侍駅 - 古幕院駅
  - 慶全線：南平駅

羅州駅にはKTXの一部（一日4往復）と、KTXを除く全ての旅客列車が停車する。KTXでソウル特別市の龍山駅への所要時間は3時間。光州松汀駅へ10分。
老安駅・南平駅に停車する列車はない。

### バス
- 羅州バスターミナル　羅州駅から北に2kmに位置する。高速バスはソウル高速バスターミナル行きのみで、1日5往復運行、所要時間4時間。このバスは羅州駅から南に2kmの栄山浦バスターミナルを始発点としている。市外バスは、光州へは1時間に2～4本が運行し、光州を始発とし木浦・海南へ向かう便が経由する。

市内バスでも光州と結ばれている。

### 道路
- 務安-光州高速道路（12号線）　文平インターチェンジ - 羅州インターチェンジ
- 国道1号
- 国道13号線 (韓国)（朝鮮語版）
- 国道23号

### 航空
- 市内に空港はないが、光州空港へ15km、務安国際空港へ30kmの距離である。

## 姉妹都市
- 日本鳥取県倉吉市
- 中華人民共和国浙江省余姚市

ほか

## 観光
栄山江流域は5世紀頃の日本式前方後円墳が存在することで有名であり、羅州市内にも伏岩里古墳群、潘南面古墳群、大安里古墳群、徳山里古墳群、新村里古墳群などの古墳群が密集、倭系集団が築いたと指摘される古墳群もある。
さらに李氏朝鮮時代の羅州邑城や植民地時代の栄山浦灯台、東洋拓殖株式会社建物、本町通りなどが残る。